# 斎藤邦吉
齋藤 邦吉（さいとう くにきち、1909年6月26日 - 1992年6月18日）は、日本の政治家。位階は正三位勲一等、勲章は旭日大綬章。衆議院議員（12期）。
自民党内では宏池会に所属し、伊東正義、佐々木義武とともに「大平派三羽烏」と呼ばれた。また、厚生族の重鎮としても知られた。

## 来歴・人物
福島県相馬郡中村町（現・相馬市）出身。相馬中学、一高、東京帝国大学法学部法律学科卒。内務省に入省。神奈川県属。その後は労働省に移り、労働事務次官等を務める。
1957年、福島県知事選に立候補するが落選する。1958年、第28回衆議院議員総選挙に旧福島3区から鈴木直人の後継者として立候補し、初当選（当選同期に竹下登・金丸信・安倍晋太郎・倉成正・谷川和穂など）。
1964年7月、第3次池田改造内閣で内閣官房副長官に就任。1972年12月、第2次田中角栄内閣で厚生大臣として初入閣。自民党では宏池会（池田派→前尾派→大平派→鈴木派→宮澤派）に所属。
1978年に第1次大平内閣が誕生すると、大平は田中政権以来久々に、総裁派閥から鈴木善幸を党幹事長に据えようとしたが、鈴木と田中角栄の親密さに関して反主流派が反発し断念した。鈴木は総裁選の論功行賞の意味もあった幹事長ポストを諦める代償として、自分と同じく田中と親しい間柄で総裁派閥の斎藤の幹事長登用を要求した。これにも反主流派が当初は難色を示したものの、斎藤が反主流派とも良好な関係であったこともあり、最終的には反主流派の同意を得て斎藤が幹事長に就任した。しかし、1979年の解散総選挙で自民党が敗北したため斎藤は幹事長を辞任し、第2次大平内閣下での後任幹事長には反主流派である中曽根派の櫻内義雄が就いた。
1980年7月、鈴木善幸内閣に厚生大臣として再入閣するも、富士見産婦人科病院事件で乱診乱療経営をしていた病院から政治献金を受け取っていたことが問題視され辞任。1982年11月、第1次中曽根内閣に行政管理庁長官として入閣。1991年11月には宮澤内閣発足に伴い宏池会の会長代行に就任している。
1988年4月の春の叙勲で勲一等に叙され、旭日大綬章を受章した。
12期目の任期途中となった1992年6月18日、国立東京第二病院で死去した。82歳没。翌19日、特旨を以て位を五級追陞され、死没日付をもって正三位に叙され、銀杯一組が授与された。追悼演説は同年11月10日の衆議院本会議で田邊誠により行われた。
当時浪人中の田中直紀（鈴木直人の実子）が宏池会入りして後継者となった。

## 家族
- 斎藤邦彦 - 長男、元労働事務次官（同姓同名の別人の斎藤邦彦元外務事務次官がいる）

## エピソード
- 1972年に終戦を知らされ帰国した旧陸軍軍曹の横井庄一を、元軍人の復員と福利厚生を担当する厚生大臣として、東京国際空港で出迎えている。